# Apache Qpid
Az Apache Qpid egy nyílt forráskódú (Apache 2.0 licencű) üzenetközvetítő rendszer, amely megvalósítja az Advanced Message Queuing Protocolt. Főbb jellemzői a következők: tranzakciókezelés, sorkezelés, elosztottság, biztonság, menedzselhetőség, fürtözés, federáció és heterogén multiplatformos támogatás.